# Space Quest
Space Quest è una serie di sei avventure grafiche, pubblicate tra il 1986 e il 1995 dalla Sierra On-Line prevalentemente per computer a 16 bit, che seguono le vicende dell'inserviente Roger Wilco che viaggia nella galassia perseguendo "la verità, la giustizia e i pavimenti puliti". La serie rappresenta una pietra miliare del genere punta e clicca.
Inizialmente creati da Mark Crowe e Scott Murphy (che si definiscono Two Guys from Andromeda), i videogiochi fanno una parodia della fantascienza deridendo saghe come quella di Guerre stellari o di Star Trek e fenomeni culturali come McDonald's o Microsoft. La serie è basata su un senso dell'umorismo graffiante e su delle storie molto alternative. Roger Wilco è un eterno perdente che riesce periodicamente a salvare l'universo, normalmente per caso, ma che viene costantemente ignorato e anzi punito per violazioni minori a degli assurdi regolamenti.
Il nome del protagonista, Roger Wilco, deriva da "Roger" e "Will Comply" (abbreviato anche Wilco), che in italiano equivale a "Ricevuto" e "Sarà fatto".
Scott Murphy confermò in un'intervista che il personaggio rappresentava un omaggio al protagonista di Planetfall (1983, Infocom).

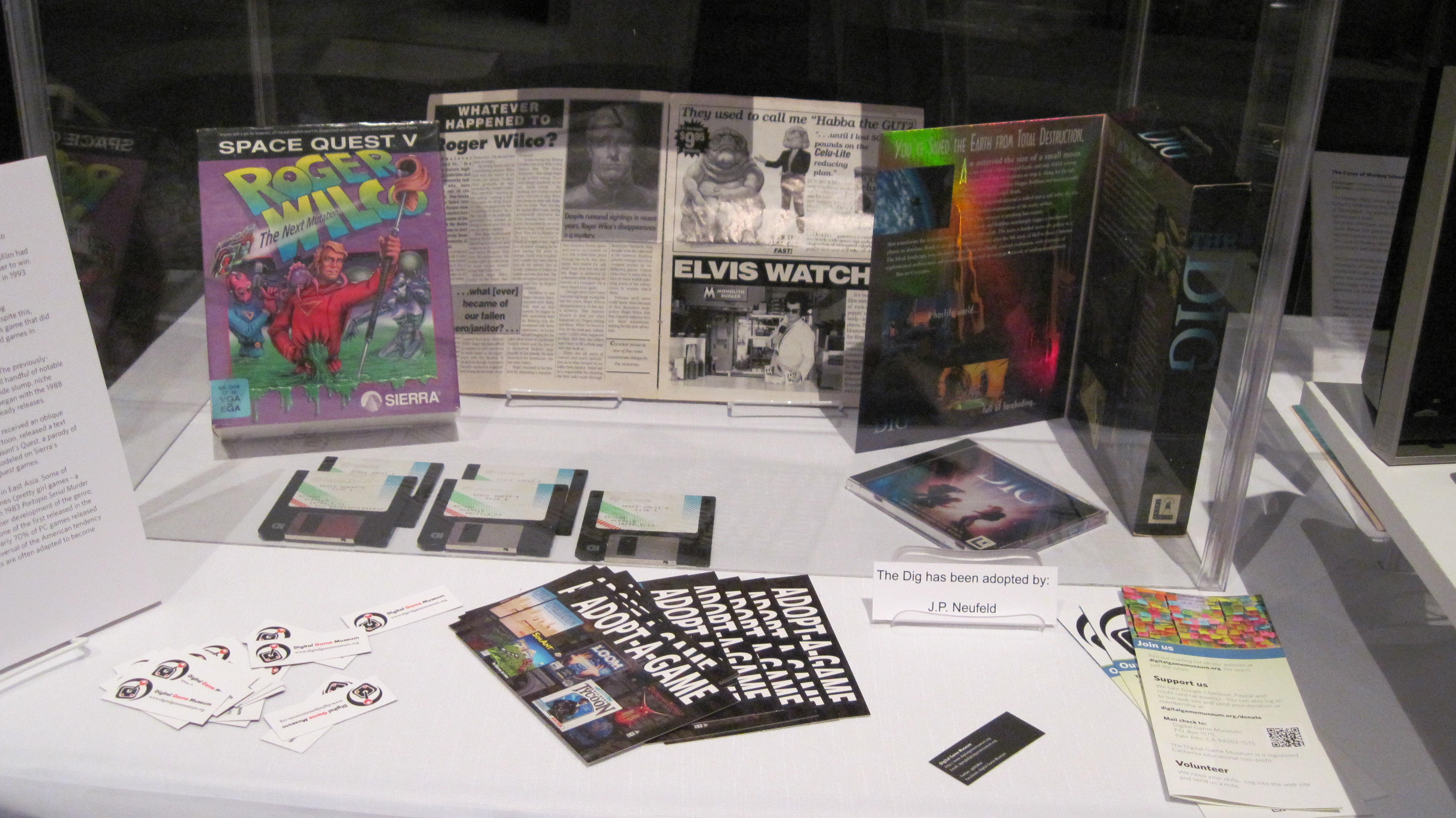
Space Quest V (a sinistra) in esposizione a PAX Prime 2011

## Storia
L'avvio della saga e il design di gran parte dei capitoli si devono agli sviluppatori Marc Crowe e Scott Murphy, un duo che prese il nome di Two Guys from Andromeda (lett. "due tizi di Andromeda"). I due erano già impiegati alla Sierra On-Line, ma in precedenza non come sviluppatori: Crowe era rivenditore intermediario e Murphy addetto agli artwork.
Secondo la diceria, il produttore Ken Williams diede loro una possibilità, su insistenza di Murphy; Williams acconsentì ad affidargli incarichi secondari da programmatore, poi lo affiancò a Crowe per lavorare a The Black Cauldron. Murphy e Crowe divennero così molto amici e, anche grazie alle comuni passioni per la letteratura fantascientifica e per l'umorismo dissacrante, finirono per realizzare insieme i primi quattro Space Quest.
I due arricchirono la classica struttura delle avventure grafiche con ritmi da commedia, rompicapo surreali e sceneggiature brillanti. Space Quest contribuì a un'emancipazione del proprio genere, alla quale si aggiunsero poco dopo altri grandi nomi dello sviluppo.
Il primo Space Quest: The Sarien Encounter (1986) derivava direttamente da un'avventura fantascientifica che si svolgeva solo in quattro stanze e che Crowe e Murhpy avevano realizzato a scopo dimostrativo. The Sarien Encounter era un'avventura molto briosa per i suoi tempi, e nonostante i limiti tecnologici era ben riuscita anche graficamente. Venne sviluppato con il sistema Adventure Game Interpreter già in uso presso la Sierra. Il funzionamento è ancora basato sul classico parser testuale. Fin dal primo titolo la serie si caratterizza per l'alta frequenza di morte del protagonista, spesso in modi grotteschi. Gli enigmi richiedono di cercare soluzioni piuttosto creative, e occasionalmente si affrontano minigiochi. Gran parte del pungente umorismo del titolo è parodistico nei confronti delle più note saghe fantascientifiche come Guerre stellari e Star Trek. Nella trama Roger Wilco è l'imbranato inserviente di un'astronave, unico sopravvissuto all'attacco dei malvagi alieni Sarien, e si ritrova suo malgrado ad affrontarli.
Il gioco fu accolto con grande entusiasmo dalla stampa specializzata e vendette 200.000 copie nel solo Nordamerica.
Space Quest II: Vohaul's Revenge (1987) è strutturalmente identico al predecessore, a parte la grafica più curata e il vocabolario del parser più ricco. Proponeva enigmi più stravaganti che mai. Nella trama Sludge Vohaul, capo dei Sarien e antagonista ricorrente della saga, torna all'attacco con un'armata di assicuratori bionici. Il successo continuò, con la stampa che spesso lo definiva un netto passo avanti rispetto al predecessore, e con oltre 100.000 copie vendute nei due primi mesi.
Space Quest III: The Pirates of Pestulon (1989) introdusse un'interfaccia di comando ibrida, che abbina il mouse al classico parser. Tornano ad esserci alcuni minigiochi, tra cui il famoso Astro Chicken; quest'ultimo è soggetto a critiche perché finisce per svolgere un ruolo eccessivo, dovendo essere necessariamente affrontato in diverse situazioni; apprezzato dai cultori del trash, riprende le meccaniche del classico Lunar Lander con un pollo volante.
La trama di Space Quest III è essenzialmente in due parti, la fuga da una discarica spaziale e il salvataggio di due programmatori (ispirati ai veri Two Guys from Andromeda) rapiti da una software house pirata.
Space Quest IV: Roger Wilco and the Time Rippers (1991) aprì una nuova era per la serie, grazie alla nuova interfaccia a icone e al supporto delle schede grafiche VGA a 256 colori. Si propongono ancora minigiochi,
Ms. Astro Chicken (citazione di Ms. Pac-Man) e Monolith Burger (simile a BurgerTime), ma stavolta servono solo ad arrotondare il punteggio, senza imporsi al giocatore. È il primo capitolo uscito anche in versione CD-ROM, che introduce il doppiaggio in inglese.
In questo capitolo Roger Wilco viaggia nel tempo e si ritrova in un futuro distopico dominato da Vohaul; dovrà esplorare anche futuri seguiti della sua stessa serie.
La carriera dei Two Guys from Andromeda andò dal 1986 al 1991; in questo periodo, oltre a sviluppare Space Quest, affiancarono anche altri autori nelle saghe di Police Quest, King's Quest e Leisure Suit Larry. Il duo si sciolse formalmente dopo lo sviluppo collaborativo di Space Quest IV.
Space Quest V: Roger Wilco in the Next Mutation (1993) venne prodotto e diretto dal solo Marc Crowe e sviluppato dalla Dynamix (all'epoca già acquisita dalla Sierra, che rimase l'editrice del titolo). Fu il primo della serie a uscire esclusivamente per PC (MS-DOS), cosa che consentì ai grafici di sbizzarrirsi, non dovendo più limitare le prestazioni in previsione delle conversioni per altre piattaforme ormai meno capaci. Ci fu quindi una svolta nell'aspetto grafico della serie, con uno stile da fumetto, che fece tra l'altro somigliare il protagonista a una sorta di Flash Gordon. La trama vede infatti Roger Wilco promosso a capitano (barando ai test attitudinali) e al comando di un'astronave in missione esplorativa, trovandosi invece ad affrontare un losco giro di discariche spaziali abusive.
Nonostante qualche critica per il calo della tradizionale difficoltà degli enigmi, anche questo titolo fu un successo di critica e di mercato.
L'ultimo Space Quest 6: The Spinal Frontier (1995) tornò a essere sviluppato a nome Sierra e a essere progettato da Scott Murphy, stavolta in coppia con Josh Mandel. Fa uso del motore grafico Sci32, con pieno supporto alle nuove schede grafiche SVGA, e rappresentò un'altra rivoluzione grafica nella serie, somigliando a un cartone interattivo e dando finalmente anche espressività visiva a Roger. Per il comando fa uso di una barra verbale palesemente ispirata a SCUMM.
Per la prima volta nella saga, è disponibile l'opzione "riprova" dopo le solite morti di Roger, per riprendere il gioco da poco prima senza richiedere salvataggi manuali. Nella trama Roger Wilco, destituito con varie accuse, è tornato a fare l'uomo delle pulizie e cerca la propria riabilitazione, finendo invece per sventare un'altra strana minaccia intergalattica.
Anche questo titolo nel complesso fu ben riuscito, ma in seguito la saga si interruppe, probabilmente anche perché Sierra finì in vicissitudini economiche che la portarono a un declino. Un ipotetico Space Quest VII, inizialmente previsto a pochi mesi di distanza dal predecessore, non si concretizzò mai.
Al contrario di molte altre serie con più di due titoli, Space Quest non andò mai incontro a cali di qualità abbastanza significativi da comprometterne il giudizio complessivo.

## Videogiochi
- Space Quest Chapter I: The Sarien Encounter (1986, aggiornato in VGA nel 1990)
- Space Quest II: Vohaul's Revenge (1987)
- Space Quest III: The Pirates of Pestulon (1989)
- Space Quest IV: Roger Wilco and the Time Rippers (1991)
- Space Quest V: Roger Wilco in the Next Mutation (1993)
- Space Quest 6: The Spinal Frontier (1995)

Nel 1996 venne annunciato un altro seguito, Space Quest VII: Return to Roman Numerals (ritorno ai numeri romani), ma fu poi annullato.
Sono state inoltre pubblicate le seguenti raccolte:
- The Space Quest Saga (1993) – Contiene i giochi I (versione VGA), II, III e IV (versione su floppy).
- The Space Quest Collection (1994) – Pubblicato per il 15º anniversario della Sierra, contiene i giochi I-V più un video con i Two Guys from Andromeda e una storia completa della serie.
- Roger Wilco Unclogged (1995) – Include la precedente, più alcuni giochi arcade con Roger Wilco e un video comico Inside Space Quest, ma senza il video dei Two Guys from Andromeda.
- Space Quest Collection Series (1996) – Tutti i 6 giochi, più un'anteprima del VII.
- Space Quest Collection (2006) – Pubblicato dalla Vivendi Universal Games e contiene tutti i 6 giochi (il primo solo in VGA).

## Videogiochi correlati
Nel 2012, Mark Crowe e Scott Murphy hanno annunciato di essersi riuniti e di aver iniziato a lavorare a una nuova avventura ambientata nello spazio. A tale scopo hanno fondato una nuova compagnia di sviluppo chiamata Guys From Andromeda. È stato quindi lanciato un progetto Kickstarter in modo da raccogliere fondi per lo sviluppo di questo nuovo gioco (SpaceVenture), che dovrebbe riproporre tra le altre cose la voce di Gary Owens, narratore in Space Quest IV e 6. Tuttavia al 2022 il progetto è ancora in divenire.
La nuova Guys From Andromeda ha pubblicato invece Cluck Yegger in Escape from the Planet of the Poultroid nel 2015 su Steam.
Un episodio non ufficiale, Space Quest: The Lost Chapter, è stato realizzato a livello amatoriale come freeware nel 2001; utilizza la vecchia interfaccia testuale dei primi titoli e come trama si colloca tra il primo e il secondo gioco ufficiale.
Space Quest 0: Replicated è un titolo realizzato da fan nel 2003, anch'esso basato sull'interfaccia storica.
Con Adventure Game Studio sono stati creati da appassionati Space Quest IV.5: Roger Wilco and the Voyage Home nel 2008 e Space Quest: Vohaul Strikes Back nel 2011.
Nel 2011 il gruppo Infamous Adventures ha realizzato Space Quest II: Roger Wilco in Vohaul's Revenge, un rifacimento migliorato di Space Quest II.
Un altro Space Quest 7 amatoriale è stato a lungo in sviluppo negli anni 2000, ma venne abbandonato su intervento della Vivendi Games, detentrice del marchio ufficiale.

## Fumetto
Nel 1992 la Adventure Comics pubblicò tre edizioni di un fumetto basato su Space Quest I, intitolato The Adventures of Roger Wilco. La tiratura fu ridotta e oggigiorno quei fumetti sono delle rarità.